# Irena Konopacka-Semadeni
Irena Konopacka-Semadeni (ur. 5 maja 1901 w Hołuzji, zm. 8 kwietnia 1984 w Warszawie) – polska lekarka (spec. chirurgia stomatologiczna), żołnierz Armii Krajowej (opiekunka cichociemnych), uczestniczka powstania warszawskiego, kierująca jednym ze szpitali brutalnie likwidowanych na Powiślu Czerniakowskim; od 1950 związana z Pomorską Akademią Medyczną w Szczecinie (założycielka i kierownik Kliniki Chirurgii Stomatologicznej).

## Życiorys

### Dzieciństwo i studia
Irena Konopacka urodziła się we wsi Hołuzja koło miasta Sarny (od roku 1920 – powiat sarneński, mieszczący się w granicach II RP). Była córką Konstancji z Zaleskich i Wojciecha Antoniego Konopackiego (1867-1953), polskiego inżyniera, pracownika kolei (po tym, jak w 1905 roku utracił majątek w Hołuzji, posiadany przez rodzinę od lat 30. XVIII w.). Dzieciństwo spędziła w Rosji; od 9 roku życia uczyła się w moskiewskiej szkole z internatem dla polskich dziewczynek. Po wybuchu rewolucji październikowej (1917) wyjechała do Polski (jej matka zmarła w 1916 roku); ojciec nie otrzymał zgody na wyjazd z ZSRR (zmarł tamże w roku 1953).
Irena Konopacka zamieszkała na warszawskim Powiślu, przy ulicy Elektrycznej. Utrzymywała się, udzielając korepetycji z matematyki. Uczęszczała do żeńskiego Gimnazjum Haliny Gepnerówny. Zdała maturę w roku 1920, po czym wstąpiła na Politechnikę Warszawską. Sytuacja finansowa skłoniła ją do zmiany kierunku studiów – skończyła Państwowy Instytut Dentystyczny (później włączony do Warszawskiego Uniwersytetu Medycznego). Tytuł lekarza dentysty otrzymała 15 grudnia 1925 roku.

### Życie zawodowe i osobiste przed wybuchem II wojny światowej
W okresie 1926–1939 Irena Konopacka (od roku 1927 Semadeni-Konopacka) pracowała w Warszawie:
- jako asystentka prof. Alfreda Meissnera w Klinice Chirurgii Stomatologicznej (1926–1932),
- jako lekarz-wolontariusz w Klinice Położnictwa i Chorób Kobiecych Uniwersytetu Warszawskiego pod dyrekcją prof. Adama Czyżewicza (1932–1935),
- w Klinice Położniczej i na Oddziale Wewnętrznym Szpitala Wolskiego (1936–1939).
- w przychodni stomatologicznej Banku Polskiego w Warszawie (od roku 1928).

Pracowała też w prywatnym gabinecie prof. Alfreda Meissnera, a następnie również we prywatnym gabinecie przy ul. Żurawiej.
W roku 1927 wyszła za mąż za Tadeusza Semadeniego, sędziego Sądu Okręgowego w Warszawie, rekordzistę Polski w pływaniu. Mieli dwóch synów – Allana Andrzeja (Alika, ur. 1928) i Zbigniewa (ur. 1934).

### Okres II wojny światowej
We wrześniu 1939 roku Irena Semadeni otrzymała powołanie do wojska, jednak informacje o jej przydziale nie są dostępne. W okresie okupacji niemieckiej utrzymywała rodzinę (mąż był silnie zaangażowany w konspiracyjną działalność przy Delegaturze Rządu na Kraj), prowadząc od roku 1940 do wybuchu powstania (1944) prywatną praktykę dentystyczną w swoim mieszkaniu w Warszawie przy ulicy Noakowskiego 20 m. 3 (wspólnie z Janiną Krzyżanowską-Łopińską, której mężem był Aleksander Krzyżanowski). Jako żołnierz Związku Walki Zbrojnej i Armii Krajowej należała do specjalnego referatu KG AK „Ewa-Pers”–„Import”, grupującej kobiety opiekujące się skoczkami-cichociemnymi w czasie ich kwarantanny i aklimatyzacji po zrzutach – ułatwiające poznanie realiów życia w okupowanym mieście, dostarczające broń i fałszywe dokumenty, nazywane „ciotkami cichociemnych”. Należała do grupy Michaliny Wieszeniewskiej (ps. „ciocia Antosia”, „ciotka” m.in. Stanisława Jankowskiego, ps. Agaton). Opiekowała się kolejno trzynastoma skoczkami, ukrywając ich we własnym mieszkaniu, m.in. kpt. Bohdanem Piątkowskim (ps. Dżul) i Adamem Boryczką. Od 10 września 1943 przez kilka dni przebywała u niej kurierka Komendy Głównej AK Elżbieta Zawacka po skoku ze spadochronem w drodze powrotnej z Londynu.
Powstanie warszawskie
W czasie powstania warszawskiego służyła pod pseudonimem „Konstancja” lub „dr Konstancja” w Sanitariacie Okręgu Warszawskiego AK (Oddział „Bakcyl”, zgrupowanie „Kryska”) najpierw w Szpitalu ZUS przy ul. Czerniakowskiej 231 (róg Rozbrat), a następnie w Szpitalu Polowym nr 3 przy ul. Okrąg 4a, ewakuowanym po zbombardowaniu go do piwnic Okrąg 2 i ostatecznie na Wilanowską 18/20. Trzon personelu tego szpitala stanowiło 8 przeszkolonych konspiracyjnie sanitariuszek-harcerek z 31 WŻDH oraz 6 dalszych ze szpitala ZUS.
Tadeusz Semadeni należał do powstańczego sądu osądzającego kolaborantów oraz brał udział w walkach; wraz z 16-letnim synem (Alikiem) zginął 19 sierpnia w bitwie Batalionu „Golski” o Politechnikę. Po ich śmierci dr Konstancja zabrała dziesięcioletniego syna, Zbigniewa, do swego szpitala na Czerniaków.

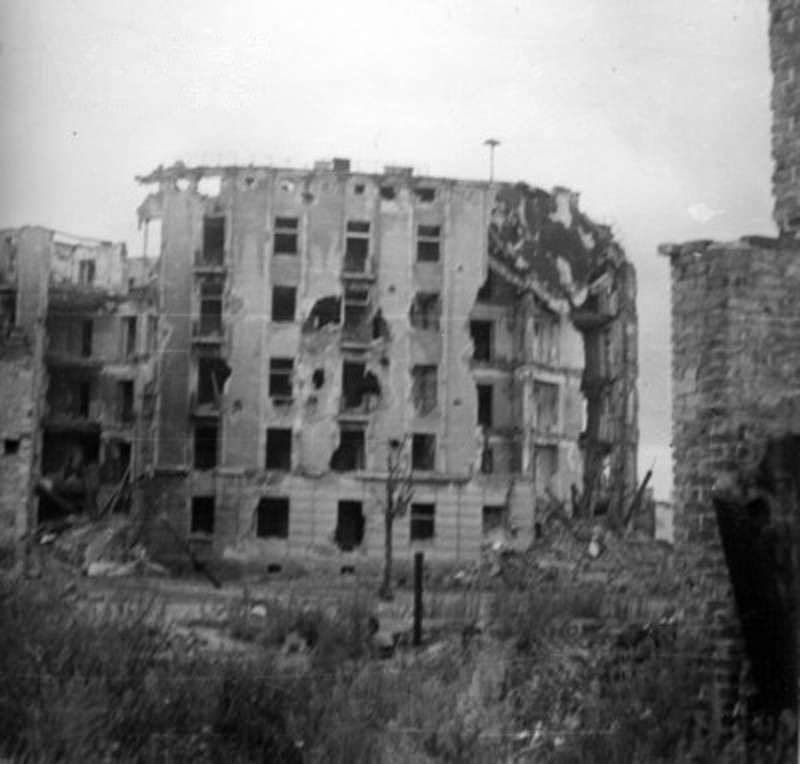
Ruiny domu Okrąg 2 – zbieg ulic Okrąg i Wilanowskiej (fot. Juliusz Bogdan Deczkowski, wiosna 1945)

11 września Niemcy rozpoczęli decydujący bój o odcięcie powstańców od Wisły, co miało przesądzić o losach Powstania. Walki były więc szczególnie zacięte. Dowództwo Zgrupowania „Kryska”, do którego dołączyło Zgrupowanie „Radosław” ze Starego Miasta, mieściło się w masywnym budynku Okrąg 2 (u zbiegu z Czerniakowską i Wilanowską). Budynek ten stał się jedną z powstańczych twierdz; o załamaniu się obrony decydujący był wybuch Goliata 17 września w narożniku od strony Czerniakowskiej.
Dla szpitala był to czas szczególnie trudny. Rannych stale przybywało. W najcięższym okresie „Doktor Konstancja” operowała przez 24 godziny na dobę, przesypiając na stojąco między jednym rannym a drugim. W powietrzu po każdym pocisku unosiły się chmury pyłu. Sanitariuszki były potwornie zmęczone, nosząc rannych po piętrach, a niektórych wyciągając spod gruzów. Gdy Niemcy wdzierali się do budynku Okrąg 2, ponad sto osób trzeba było piwnicami przetransportować do piwnic Wilanowska 18/20. Leżał tam też na noszach „Radosław”, nadal dowodzący resztkami swych oddziałów. O dalszych losach szpitala rozmawiała z nim „dr Konstancja”. Późnym wieczorem 19 września podjął on decyzję o rozpoczęciu ewakuacji powstańców kanałami na Mokotów.
Ci ranni, którzy byli w stanie jakoś chodzić, stopniowo opuszczali szpitalne piwnice. Z pozostałych rannych zdejmowano mundury, nieraz z wielkim trudem, usuwano wszelkie biało-czerwone opaski i orzełki. „Doktor Konstancja” wydała wszystkim sanitariuszkom rozkaz wyjścia z rannymi, została sama z synem. Ewakuacja odbywała się w ciemnościach, chaosie, pod obstrzałem. Zaczynał się straszny okres pacyfikacji Czerniakowa.
Rankiem 20 września do piwnic ruin domu Wilanowska 18/20 weszli Niemcy. „Dr Konstancja” przekonywała młodego niemieckiego oficera, że wszyscy ranni to cywile, ale niestety jeden z nich odezwał się po niemiecku, że to są powstańcy. Został zastrzelony jako pierwszy, a potem ów oficer strzelał po kolei do każdego leżącego i kazał „dr Konstancji” potwierdzać zgon. Zabił w ten sposób 110 rannych (w tym kpt. Jana Misiurewicza, ps. „Topolnicki”). Po wyjściu Niemców „dr Konstancja” stwierdziła, że 17 rannych ocalało (niektórych ów oficer nie trafił, innych udało się jej wcześniej zakryć poduszkami, bądź przeżyli pomimo postrzału w głowę).
Następny niemiecki oficer zgodził się na ewakuację ocalałych rannych; dziesięciu z nich gdzieś zabrano, a z pozostałymi siedmioma „dr Konstancja” przetrwała na parterze domu Okrąg 2 przez 2 tygodnie, na opustoszałym Czerniakowie, aż do kapitulacji Powstania. Wtedy udała się do siedziby Gestapo w al. Szucha i wytargowała przepustkę uprawniającą ją do powrotu na Czerniaków i zorganizowania ewakuowania rannych. Na ogół starała się rozmawiać z Niemcami dość zdecydowanie; jeden z nich określił ją jako die Hexe (czarownica).

### Okres powojenny
Po upadku powstania Irena Semadeni przebywała początkowo w okolicy Miechowa, a następnie wyjechała do Gdańska. W latach 1945–1948 zajmowała stanowisko adiunkta i kierownika Kliniki Stomatologicznej Akademii Medycznej, równocześnie uzupełniając wykształcenie stomatologiczne o pełne studia medycyny. Do egzaminów dyplomowych przystąpiła w roku 1948, a w roku 1950 obroniła pracę doktorską w dziedzinie ginekologii.
W roku 1950 została przeniesiona do Szczecina, gdzie od kilku lat tworzono Pomorską Akademię Medyczną. Była organizatorem Katedry Chirurgii Stomatologicznej i jej pierwszym kierownikiem. Wraz z dr. Tadeuszem Karnibadem organizowała Klinikę Chirurgii Szczękowej w powstającym wówczas na PAM Oddziale Stomatologicznym. W następnych latach pełniła funkcję kierownika tego Oddziału, w którym wychowała kilku późniejszych profesorów.
W roku 1955 została docentem, a w roku 1961 – profesorem nadzwyczajnym.
W końcu lat 60. była zmuszona do rezygnacji z pracy chirurgicznej, ze względu na zanikanie nerwów w prawej ręce (było to spóźnionym skutkiem operacji raka piersi w 1948 roku). W roku 1969 przeszła na emeryturę – pełniła funkcję kierownika Kliniki Chirurgii Stomatologicznej PAM do 30 września 1969 roku, a funkcję kierownika katedry do 1 sierpnia 1970 roku.
Ostatnie lata życia spędziła w Warszawie.

## Odznaczenia, wyróżnienia, upamiętnienie
Za udział w powstaniu warszawskim Irena Semadeni otrzymała Krzyż Walecznych, nadany przez rząd londyński w roku 1949. Otrzymała również inne odznaczenia m.in.:
- Krzyż Kawalerski Orderu Odrodzenia Polski,
- Złoty Krzyż Zasługi (1954, za zasługi w pracy naukowej i dydaktycznej w dziedzinie medycyny)[29],
- Odznaka honorowa „Za wzorową pracę w służbie zdrowia” (1953)[30].
- Medal 10-lecia Polski Ludowej (1955)[31].
- Złota Odznaka Honorową Gryfa Pomorskiego (1958).

Została pochowana na Cmentarzu ewangelicko-reformowanym w Warszawie(kwatera L-1-3); na Cmentarzu Centralnym w Szczecinie posadzono dąb – Drzewko Pamięci, w ramach akcji stowarzyszenia Czas Przestrzeń Tożsamość, której motto brzmi:

Taka pamięć to budowanie tożsamości naszego miasta. Miasto podobnie jak i człowiek bez pamięci jest tylko pustą wydmuszką, bańką mydlaną na wietrze. Człowiek bez przeszłości to i wielokrotnie człowiek bez przyszłości.

W uroczystości wziął udział prof. Zbigniew Semadeni.

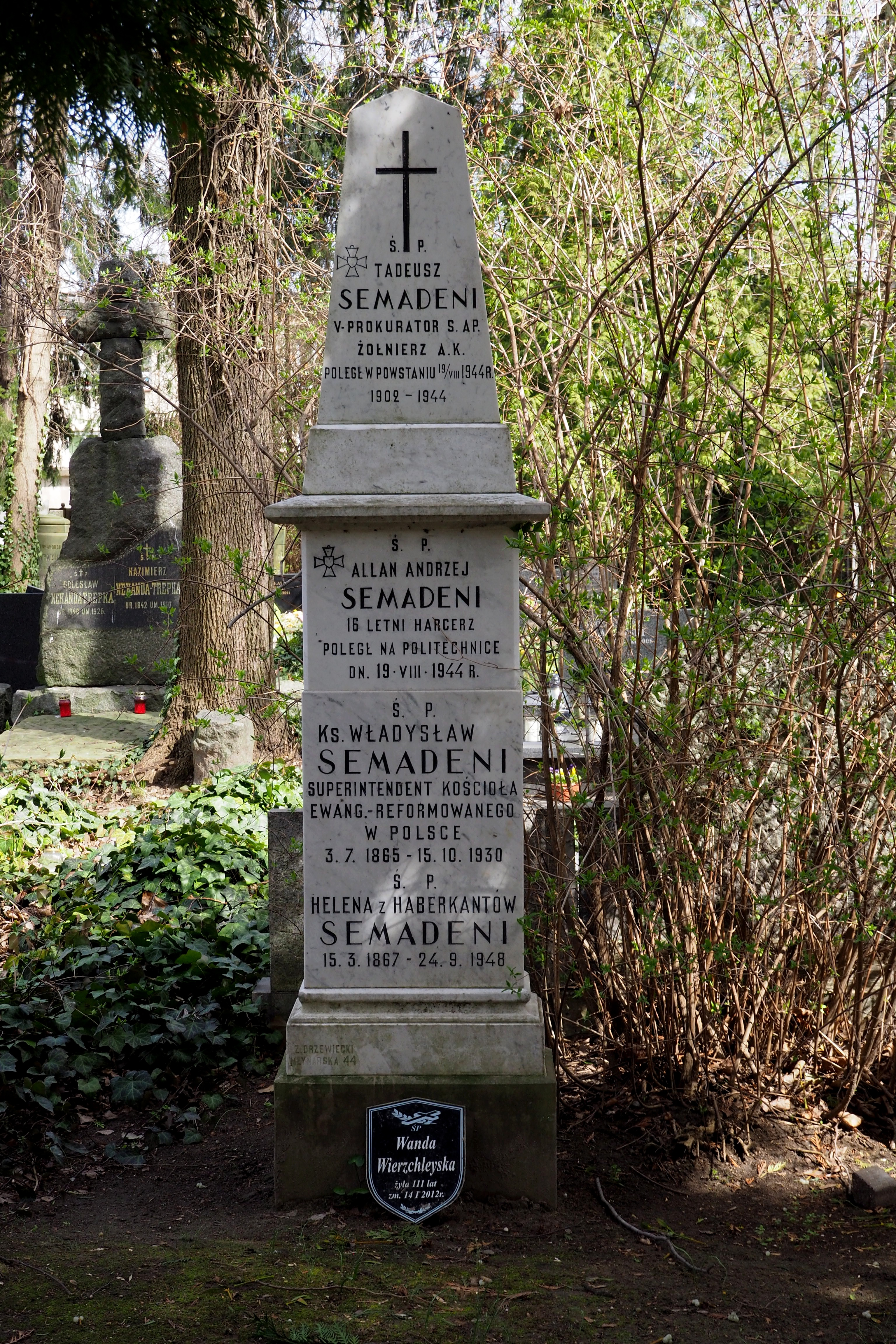
Grób Semadenich na cmentarzu ewangelicko-reformowanym w Warszawie

W roku 1999 Irena Konopacka-Semadeni znalazła się na liście „Szczecinianie Stulecia”, stworzonej na podstawie wyników plebiscytu Gazety Wyborczej (wyd. szczecińskie), Polskiego Radia Szczecin i TVP Szczecin (miejsce 63).